# Idelfonso da Silva
Idelfonso da Silva  é um futebolista timorense. Atualmente, atua como zagueiro da Seleção Timorense de Futebol.